# بوبي دين
بوبي دين (بالإنجليزية: Bobby Deen)‏ هو صاحب مطعم وطاهي أمريكي، ولد في 28 أبريل 1970 في ألباني في الولايات المتحدة.

## وصلات خارجية
- بوبي دين على موقع IMDb (الإنجليزية)
- بوبي دين على موقع قاعدة بيانات الفيلم (الإنجليزية)